# Солонцы (Воробьёвский район)
Солонцы — село в Воробьёвском районе Воронежской области России.
Административный центр Солонецкого сельского поселения.

## География

### Улицы
- ул. Калинина,
- ул. Кирова,
- ул. Красная,
- ул. Молодёжная,
- ул. Московская,
- ул. Пролетарская,
- ул. Садовая,
- ул. Советская.

## История
Слово «солонцы», как считают исследователи, могло происходить от заболоченной местности. Земля в этой местности была соленой, и соль в некоторых местах выступала на поверхности.
Село образовано в 1844 году в районе Солонецкой вершины крестьянами, переселившимися сюда из села Клёповка Бутурлиновского района. Поселение постепенно росло. В 1880 году здесь появилась деревянная церковь. По сохранившимся данным, в 1890 году тут уже насчитывалось 119 крестьянских хозяйств.
В начале 20 века в селе уже несколько лет работала школа, было несколько мельниц, маслобойня, гончарные хозяйства, торговые лавки.

## Население
| 2010 |
| ---- |
| 708  |